# Lijst van voetbalinterlands Algerije - Mozambique
Deze lijst van voetbalinterlands is een overzicht van alle officiële voetbalwedstrijden tussen de nationale teams van Algerije en Mozambique. De landen hebben tot op heden vijf keer tegen elkaar gespeeld. De eerste ontmoeting was een vriendschappelijke wedstrijd in Algiers op 25 februari 1986. Voor Algerije was dit de laatste oefenwedstrijd in aanloop naar de Afrika Cup 1986. Het laatste duel, een kwalificatiewedstrijd voor het Wereldkampioenschap voetbal 2026, werd gespeeld op 25 maart 2025 in Tizi Ouzou.

## Wedstrijden
| № | Plaats     | Datum            | Competitie                           | Wedstrijd             | Uitslag |
| - | ---------- | ---------------- | ------------------------------------ | --------------------- | ------- |
| 1 | Algiers    | 25 februari 1986 | Vriendschappelijk                    | Algerije − Mozambique | 4 − 1   |
| 2 | Maputo     | 7 januari 1996   | Vriendschappelijk                    | Mozambique − Algerije | 1 − 0   |
| 3 | Algiers    | 21 januari 2023  | African Championship of Nations 2022 | Mozambique − Algerije | 0 − 1   |
| 4 | Maputo     | 19 november 2023 | WK 2026 kwalificatie                 | Mozambique − Algerije | 0 − 2   |
| 5 | Tizi Ouzou | 25 maart 2025    | WK 2026 kwalificatie                 | Algerije − Mozambique | 5 − 1   |

## Samenvatting
| Competitie                      | Totaal gespeeld | Winst Algerije | Gelijk | Winst Mozambique | Doelsaldo Algerije – Mozambique |
| ------------------------------- | --------------- | -------------- | ------ | ---------------- | ------------------------------- |
| WK-kwalificatie                 | 2               | 2              | 0      | 0                | 7 − 1                           |
| African Championship of Nations | 1               | 1              | 0      | 0                | 1 − 0                           |
| Vriendschappelijk               | 2               | 1              | 0      | 1                | 4 − 2                           |
| Totaal                          | 5               | 4              | 0      | 1                | 12 − 3                          |

Wedstrijden bepaald door strafschoppen worden, in lijn met de FIFA, als een gelijkspel gerekend.